# Benimakia ogum
Benimakia ogum is een slakkensoort uit de familie van de Fasciolariidae. De wetenschappelijke naam van de soort is voor het eerst geldig gepubliceerd in 1979 door Petuch.